# Gubben
Gubben is een Zweeds eiland / zandbank behorend tot de Lule-archipel. Het eiland ligt bij Estersön. Het heeft geen oeververbinding en is onbebouwd.